# Kastanjekoplijster
De kastanjekoplijster (Geokichla interpres; synoniem: Zoothera interpres) is een zangvogel uit de familie Turdidae (lijsters).

## Verspreiding en leefgebied
Deze soort komt voor van zuidelijk Thailand tot de zuidelijk Filipijnen.